# Weniamin Alexandrowitsch Kawerin

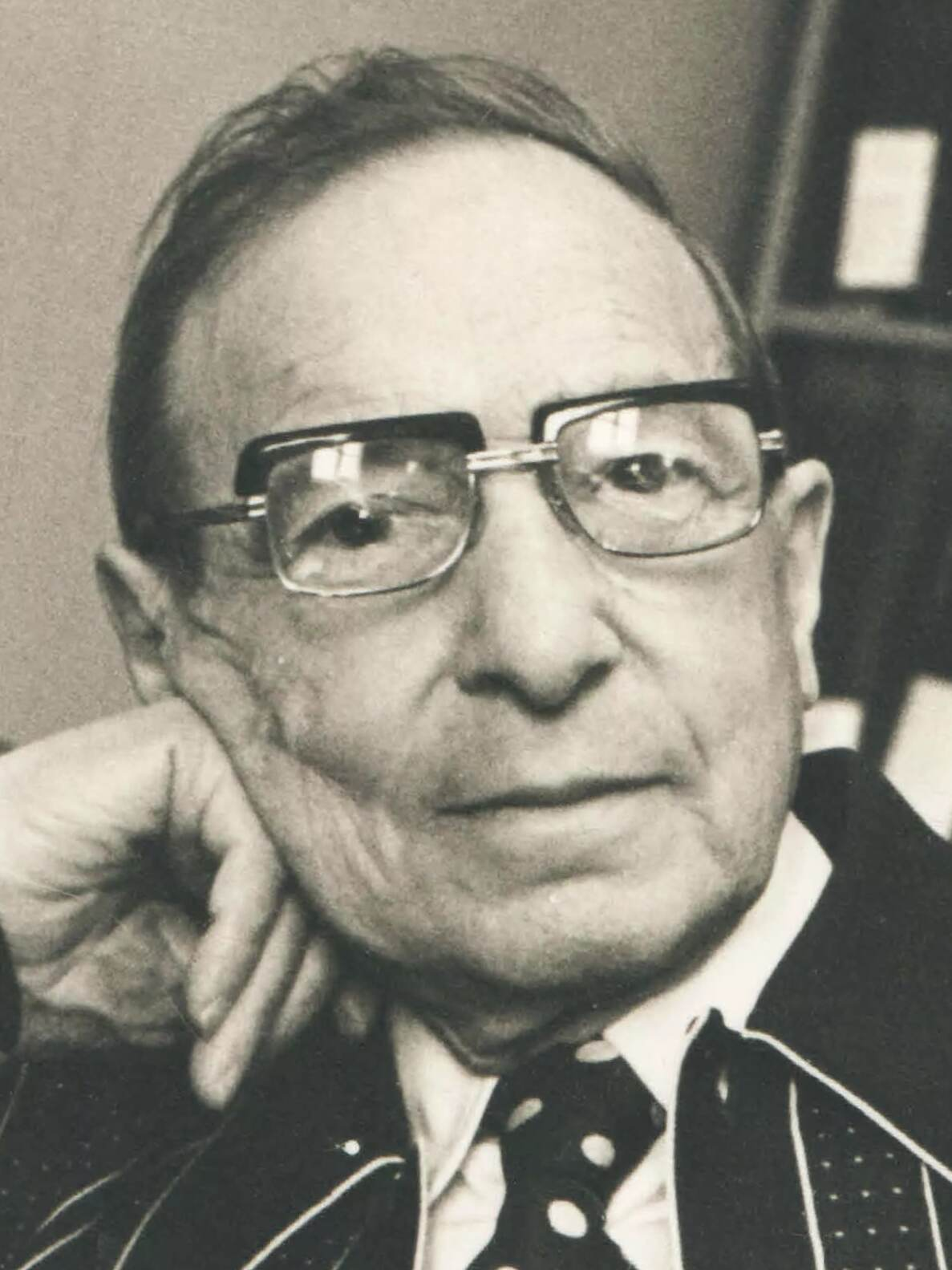
Weniamin Kawerin (1970)

Weniamin Alexandrowitsch Kawerin (russisch Вениамин Александрович Каверин, eigentlich Silber (Зильбер); * 6.jul. / 19. April 1902greg. in Pskow; † 2. Mai 1989 in Moskau) war ein sowjetischer Schriftsteller.
Unter anderem schrieb er den Roman Vor dem Spiegel (1971). Er war Mitbegründer der literarischen Gruppe Serapionsbrüder.

## Leben und Werk
Kawerin war der Sohn eines Dirigenten in Pskow und begann bereits als Gymnasiast mit dem Schreiben von Gedichten. Mit sechzehn Jahren kam er nach Moskau, beendete dort die Mittelschule und begann ein Studium. 1920 wechselte er nach Petrograd und studierte parallel an der dortigen Universität und dem Institut für östliche Sprachen an der Abteilung für arabische Sprachen. Nach seinen Studienabschlüssen 1923/24 arbeitete er als Aspirant weiterhin an der Universität und legte 1929 seine Dissertation unter dem Titel Baron Brambeus. Die Geschichte des Ossip Senkowski (Барон Брамбеус. История Осипа Сенковского) vor.
Parallel zu Studium und Arbeit an der Universität schrieb Kawerin Gedichte und Erzählungen und gründete zusammen mit Michail Soschtschenko, Nikolai Tichonow und Wsewolod Iwanow die „Serapionsbrüder“. In einem Almanach der Gruppe veröffentlichte er 1922 die Erzählung Chronik der Stadt Leipzig im Jahre 18… (Хроника города Лейпцига за 18… год). Bereits zuvor war er für die Erzählung Das elfte Axiom (Одиннадцатая аксиома) mit einem Preis ausgezeichnet worden.
Kawerins erste Erzählungen können der phantastischen Literatur zugerechnet werden und stehen unter dem Einfluss von E. T. A. Hoffmann und Edgar Allan Poe. 1929 erschien ein erster Roman, Der Unruhestifter (Скандалист, или Вечера на Васильевском острове). 1934 bis 1936 arbeitete Kawerin an dem zweiteiligen Roman Die Erfüllung der Wünsche (Исполнение желаний). Besondere Popularität erlangte Kawerin als Jugendbuchautor durch den zwischen 1938 und 1944 erschienenen mehrteiligen Roman Zwei Kapitäne (Два капитана, die Vorlage des Musicals Nord-Ost), für den er 1946 mit dem Stalinpreis ausgezeichnet wurde.
Während des  Zweiten Weltkrieges war Kawerin als Kriegsberichterstatter für die Zeitung Iswestija tätig und schrieb weiterhin Erzählungen und Gedichte. Die Romantrilogie Das offene Buch (Открытая книга, erschienen zwischen 1949 und 1956) über die russische Mikrobiologin Tatjana Wlassenkowa, die möglicherweise seine Ehefrau Lydia Tynyanowa und Sinaida Jermoljewa zum Vorbild hatte, bildete den Mittelpunkt der Arbeit Kawerins nach dem Krieg.

## Ehrungen
1991 wurde der Asteroid (2458) Veniakaverin nach ihm benannt.

## Werke in deutscher Übersetzung
- Zwei Kapitäne. Roman in zwei Bänden. SWA-Verlag, 1947
- Unbekannter Meister. Suhrkamp Verlag, Frankfurt am Main 1961
- Die Erfüllung der Wünsche. Roman. Insel Verlag, Frankfurt am Main 1976
- Das offene Buch. Luchterhand, Darmstadt 1977, ISBN 3-472-86420-6
- Das Ende einer Bande. Erzählung. Suhrkamp Verlag, Frankfurt am Main 1986, ISBN 978-3518374924
- Verzicht und Erfüllung. Roman. Militärverlag, Berlin 1988
- Berlocche. Ein Märchenroman. Aus dem Russischen übertragen von Christel Růžička. Mit einem Nachwort von Birgit Mai. Mit Illustrationen von G. Ruth Mossner. Gustav Kiepenheuer Verlag, Leipzig u. Weimar 1990, ISBN 3-378-00359-6
- Das doppelte Porträt. Insel Verlag, Frankfurt am Main 1998, ISBN 978-3458155942
- Vor dem Spiegel. Suhrkamp Verlag, Frankfurt am Main 1998, ISBN 978-3518222980